# Luciano Catenacci
Luciano Catenacci (* 15. April 1933 in Rom; † 4. Oktober 1990 in Melbourne) war ein italienischer Schauspieler und Produktionsleiter.

## Leben
Catenacci war als Produktionsleiter einiger Filme tätig, als er von Mario Bava, an dessen Die toten Augen des Dr. Dracula er arbeitete, überredet wurde, eine Rolle als Darsteller zu übernehmen. Bald wurde er seinem Aussehen – meist glatzköpfig, ausdrucksstarke Augenpartie, männlich-herb – geschuldet meist als hinterlistige, dem Sadismus zugeneigte Figur besetzt und spielte in einer stattlichen Anzahl von Gebrauchsfilmen Mafiosi, Pistoleros und Handlanger von Bösewichten. Gelegentlich erhielt er, der auch als Max Lawrence und Luciano Lorcas gecreditet wurde, auch die Möglichkeit, vorhandenes Talent zu beweisen, so als Benito Mussolini in Damiano Damianis Girolimoni – il mostro di Roma. Mit Anbruch der 1980er zog er sich von der Schauspielerei zurück. Kurz nach erneuter Aufnahme dieser Tätigkeit starb Catenacci an einer Herzkrankheit.

## Filmografie (Auswahl)
- 1966: Rembrandt 7 antwortet nicht
- 1966: Die toten Augen des Dr. Dracula (Operazione paura) (auch Produktionsleiter)
- 1967: Glut der Sonne (Dove si spara di più)
- 1967: Ein Halleluja für Django (La più grande rapina del West)
- 1967: Pronto, Amigo (Ein Colt in der Hand des Teufels) (Una colt in pugno al diavolo)
- 1968: Töten war ihr Job (Seduto alla sua destra)
- 1969: Königstiger vor El Alamein (La battaglia di El Alamein)
- 1969: 36 Stunden in der Hölle (36 ore all'inferno)
- 1970: Nelle pieghe della carne
- 1971: Der Clan, der seine Feinde lebendig einmauert (Confessione di un commissario di polizia al procuratore della repubblica)
- 1971: Freibeuter der Meere (Il corsaro nero) (auch als Produktionsleiter)
- 1971: 1000 Dollar Kopfgeld (Il venditore di morte)
- 1972: Ben und Charlie (Amico, stammi lontano almeno un palmo)
- 1972: Halleluja… Amigo (Si può fare… amigo!)
- 1972: Der Mann aus Marseille (La Scoumoune)
- 1972: The Opium Connection (Afyon oppio)
- 1973: Ci risiamo, vero Provvidenza?
- 1973: Fünf Rätsel bis zum Tod (Una vita lunga un giorno)
- 1973: Tutti figli di Mammasantissima
- 1973: Vier Fäuste schlagen wieder zu (Carambola)
- 1974: Der Berserker (Milano odia: la polizia non può sparare)
- 1975: Die Viper (Roma a mano armata)
- 1975: Flash Solo (Il giustiziere sfida la città)
- 1976: Der Gorilla begleicht die Rechnung (Vai gorilla)
- 1976: Zwei außer Rand und Band (Due superpiedi quasi piatti)
- 1977: Goodbye und Amen (Goodbye & Amen)
- 1978: Die große Offensive (Il grande attacco)
- 1978: Die Kröte (La banda del gobbo)
- 1978: Der tödliche Kreis (Circuito chiuso)
- 1978: Zwei sind nicht zu bremsen (Pari e dispari)
- 1979: Ein Mann auf den Knien (Un uomo in ginocchio)
- 1980: Omar Mukhtar – Löwe der Wüste (Lion of the Desert)
- 1988: Ein Schrei in der Dunkelheit (Evil Angels)
- 1990: Ich wollte Hosen (Volevo i pantaloni)
- 1990: Die finstere Sonne (Il sole buio)